# Grand Prix Sofie Goos
Le Grand Prix Sofie Goos est une course cycliste féminine belge à Anvers. Créé en 2016 sous le nom de Grote Prijs Borgerhout, elle est tout d'abord amateur avant d'intégrer le calendrier de l'Union cycliste internationale en 2018 en catégorie 1.2.  
En 2017, l'événement est renommé Grote Prijs Sofie Goos, soit le Grand Prix Sofie Goos, du nom de la triathlète belge Sofie Goos afin d'augmenter la lisibilité de l'épreuve.

## Palmarès
| Année | Vainqueur          | Deuxième            | Troisième        |
| ----- | ------------------ | ------------------- | ---------------- |
| 2016  | Floortje Mackaij   | Laura Vainionpää    | Eva Van Den Born |
| 2017  | Sarah Inghelbrecht | Laura Vainionpää    | Loes Sels        |
| 2018  | Lorena Wiebes      | Janine van der Meer | Nguyễn Thị Thật  |
| 2019  | Daniela Gaß        | Kylie Waterreus     | Marthe Truyen    |